# Mini Estadi
Das Mini Estadi (katalanisch „Mini-Stadion“) war ein Fußballstadion in der spanischen Stadt Barcelona, Katalonien.
Das 15.276 Zuschauer fassende Stadion lag etwa 200 Meter vom Camp Nou entfernt. Es war bis zum Abriss im Jahr 2019 die Heimstätte des FC Barcelona B, der zweiten Mannschaft des FC Barcelona, und der A-Jugend des FC Barcelona und wurde gelegentlich auch von der Frauenfußballmannschaft von Barça  genutzt. Das Stadion war außerdem Austragungsort für Länderspiele der andorranischen Fußballnationalmannschaft. Bis 2003 diente es außerdem den Barcelona Dragons, der ehemaligen American-Football-Abteilung des Vereins, als Heimstätte.